# Bonifácio Magno
Bonifácio Magno Ferreira (* 1956 oder 1957 in Taibesi, Dili, Portugiesisch-Timor; † 4. Oktober 2013 in Dili, Osttimor) war ein Politiker aus Osttimor. Er gehörte der Partei FRETILIN an.
Magno war in der indonesischen Besatzungszeit Mitglied der Jugend-Untergrundorganisation FITUN. Hier gehörte er dem aus drei Personen bestehenden Führungsrat an und war Mitorganisator der Demonstration, die am 12. November 1991 im Santa-Cruz-Massaker endete. Er war bereits im Vorfeld am 11. November verhaftet worden und wurde um Mitternacht wieder freigelassen. Da sein Haus von indonesischem Militär umstellt war, konnte er es aber nicht verlassen. Eine Stunde nach dem Massaker wurde er wieder verhaftet. In der Folge wurde Magno zu sechs Jahren Gefängnis verurteilt. In der Haft wurde er mehrmals gefoltert. Er hatte bereits von 1984 bis 1986 eine Haftstrafe verbüßt.
Später wurde Magno Mitglied des Zentralkomitees der FRETILIN (CCF). 2009/2010 war er Chief of Cabinet Cooperation im Sozialministerium Osttimors und, bis er schwer erkrankte, dort Nationaldirektor für Veteranen. Er verstarb 2013.